# Carl Berndtsson
Carl Albin Berndtsson, född 19 september 1902 i Lyby, Skåne, död 1983, var en svensk konstnär. Han var under många år bosatt i Glumslöv.
Berndtsson var son till lantbrukaren Berndt Johnson och Ida Olsson och gift med Edith Petersson. Han studerade vid Konstakademin och bedrev studier under resor till England, Belgien, Frankrike och Sydafrika. Han medverkade i Skånes konstförenings utställningar 1935-1937 och deltog i Statens konstråds utställning 1940 samt med Sveriges allmänna konstförening och Norra förstäders målare. Separat ställde han ut i Stockholm och Köping. Hans konst består av framför allt av landskaps- och bymotiv från Skåne, men även av blomsterstilleben och fjällmotiv från Jämtland. Berndtsson är representerad vid Kristianstads museum, Helsingborgs museum, Landskrona museum och Höganäs museum.
Carl Berndtsson var ordförande i Skånska Konstnärsklubben åren 1968–1974.